# 皇朝廣場

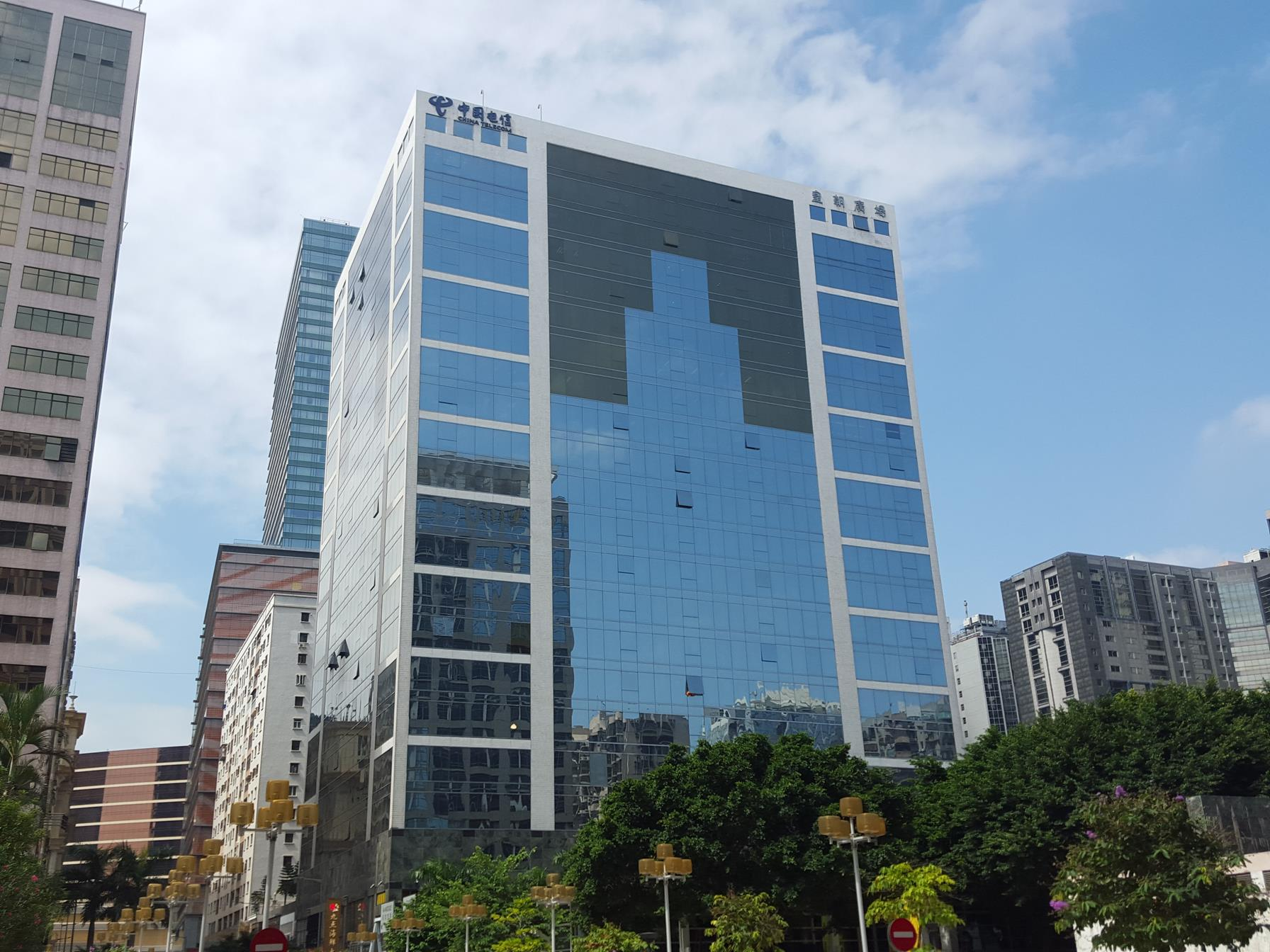
皇朝廣場

皇朝廣場（葡萄牙語：Dynasty Plaza）位於澳門新口岸新填海區（俗稱皇朝區）宋玉生廣場411-417號，整座物業分為辦公大樓及住宅大樓（皇朝花園），建於1996年，是澳門特區政府多個部門的所在地。辦公大樓樓高21層，住宅大樓則樓高15層。兩座大樓樓頂均鐫刻有樓名。

## 作為區域名
因為此建築物是新口岸新填海區落成時間較早的建築物，所以在澳門坊間及當年首條駛入該區的新福利巴士1A路線，便以建築物作為地區標誌及目的地。另外，因為新口岸新填海區（NAPE）與新口岸填海區（ZAPE）太相似，所以澳門市民習慣把新口岸填海區稱為新口岸，而新口岸新填海區則被稱為「皇朝區」，以作區分。